# Средњошколски мјузикл (франшиза)
Средњошколски мјузикл (енгл. High School Musical) састоји се од три филма чији је режисер Кени Ортега и творац Питер Берсокини, са четвртим делом у пост-продукцији. Главне улоге тумаче Зек Ефрон, Ванеса Хаџенс, Ешли Тисдејл, Лукас Грејбил, Корбин Блу и Моник Колман. Оригинални филм једноставно је настао као оригинални филм Дизни канала, али након великог успеха уследио је телевизијски наставак. Трећи део изашао је као биоскопски филм. Ешли и Лукас флумили су своје улоге у спин-оф филму, под називом Шарпејине фантастичне авантуре, који је изашао као ДВД филм. Направљен је велики број међународних верзија, као и сценски мјузикли и видео игрице, између осталих ствари. Четврти део најављен је 1. марта 2016. године. Телевизијски спин-оф је најављен у новембру 2017. да је у развоју.

## Филмска серија

### Средњошколски мјузикл
Трој Болтон и Габријела Монтез су два потпуно различита тинејџера који се састају на забави док певају караоке на дочек Нове године. Недељу дана касније Трој се враћа у средњу школу, Ист хај, у Нови Мексико, да би открио да је Габријела нова ученица. Они брзо постају блиски пријатељи и случајно пробају за школски мјузикл. Након узвраћања позива, краљица драме Шарпеј Еванс и њен брат Рајан су подрхтани. Онда Чед, Тројев најбољи пријатељ и саиграч кошарке и Тејлор, Габријелина нова пријатељица, морају пронаћи начин да натерају Габријелу да мрзи Троја.

### Средњошколски мјузикл 2
Троју је понуђен посао у Рајановом и Шарпејином сеоском клубу и налази посао за Габријелу, Чеда, Тејлор, Келси, Џејсона, Марту и Зека. Он се затим упознаје са Шарпејиним родитељима и схвата да му Шарпеј може пружити много могућности, па чак и школарину за кошарку. У међувремену, док се Трој почиње дружити са богатим људима, Чед се брине да ће Трој заборавити своје пријатеље. Габријела се осећа као да губи Троја због Шарпеј. На крају, Трој ће морати да научи како да размишља о својој стипендији, а да не изгуби своје пријатеље. 

### Средњошколски мјузикл 3: Матуранти
Трој и екипа Ист хаја пролазе кроз своју завршну годину, суочавајући се са дипломирањем и одлазећи на различите путеве. Суочавајући се са стварношћу свега, Трој жели да упише оближњи Универзитет Албукерк следеће године на стипендији за кошарку, али Габријела жели да похађа Универзитет у Станфорду у Калифорнији. У међувремену, Шарпеј, школска плитка и размажена богаташица, планира да завршни мјузикл у школи са идејом да дода музику у њене наде и страхове о будућности. Док Шарпеј узима за асистента британског студента на размени, њен брат близанац, Рајан, има своје знаменитости у школи. Поред тога, Тројев најбољи пријатељ и кошаркашки репрезентативац Чед и најбоља пријатељица Габријеле, Тејлор, имају своје планове након завршетка средње школе и схватају реалност стварног света.

### Средњошколски мјузикл 4
Почетком 2016. године, Дизни је најавио да је четврти део „у раду”, касније су најавили кастинг за филм, где се наводи као Средњошколски мјузикл 4. У марту 2016, најављени су детаљи о глумачкој постави.